# Nagyvirágú kenderkefű

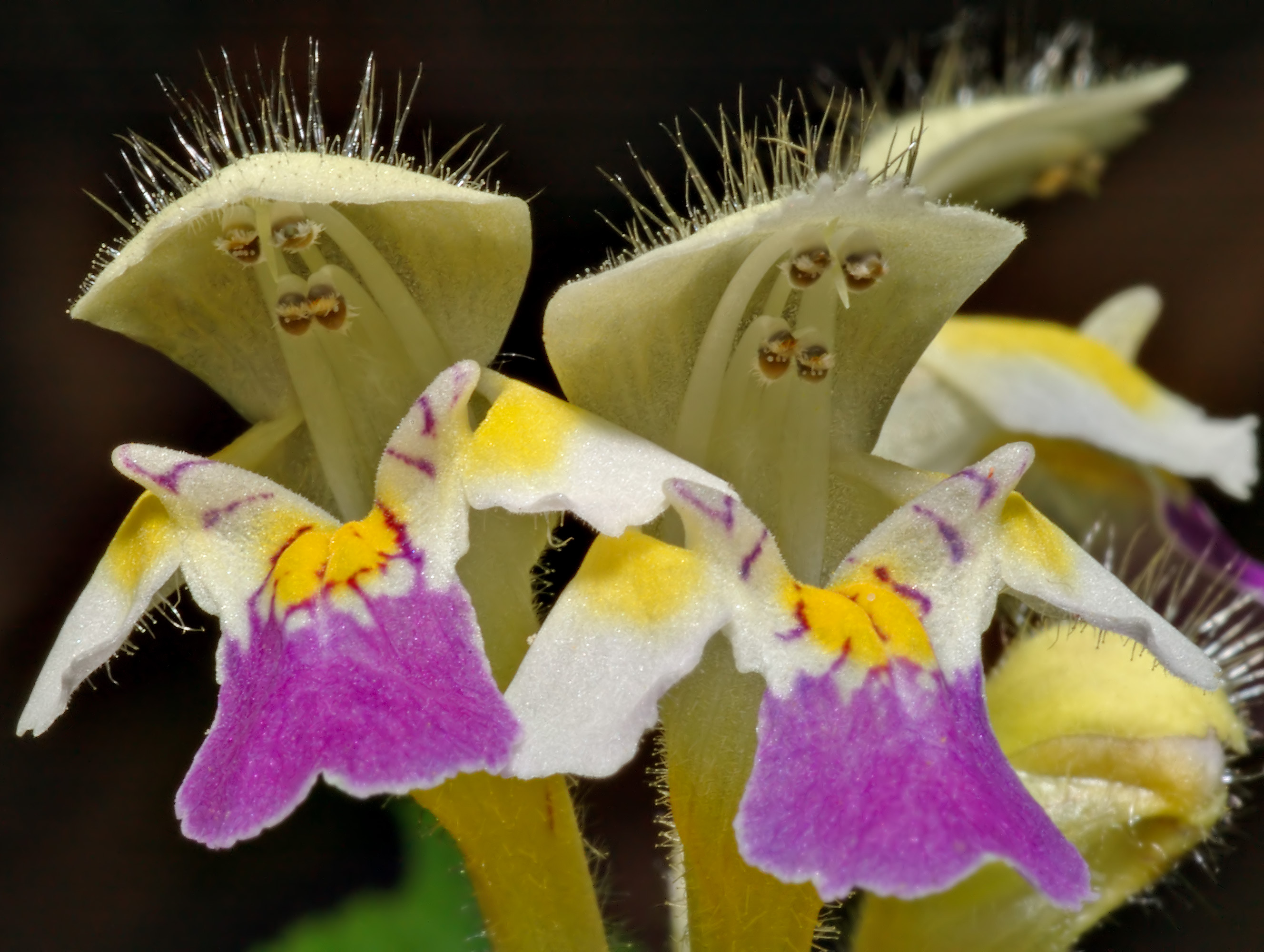

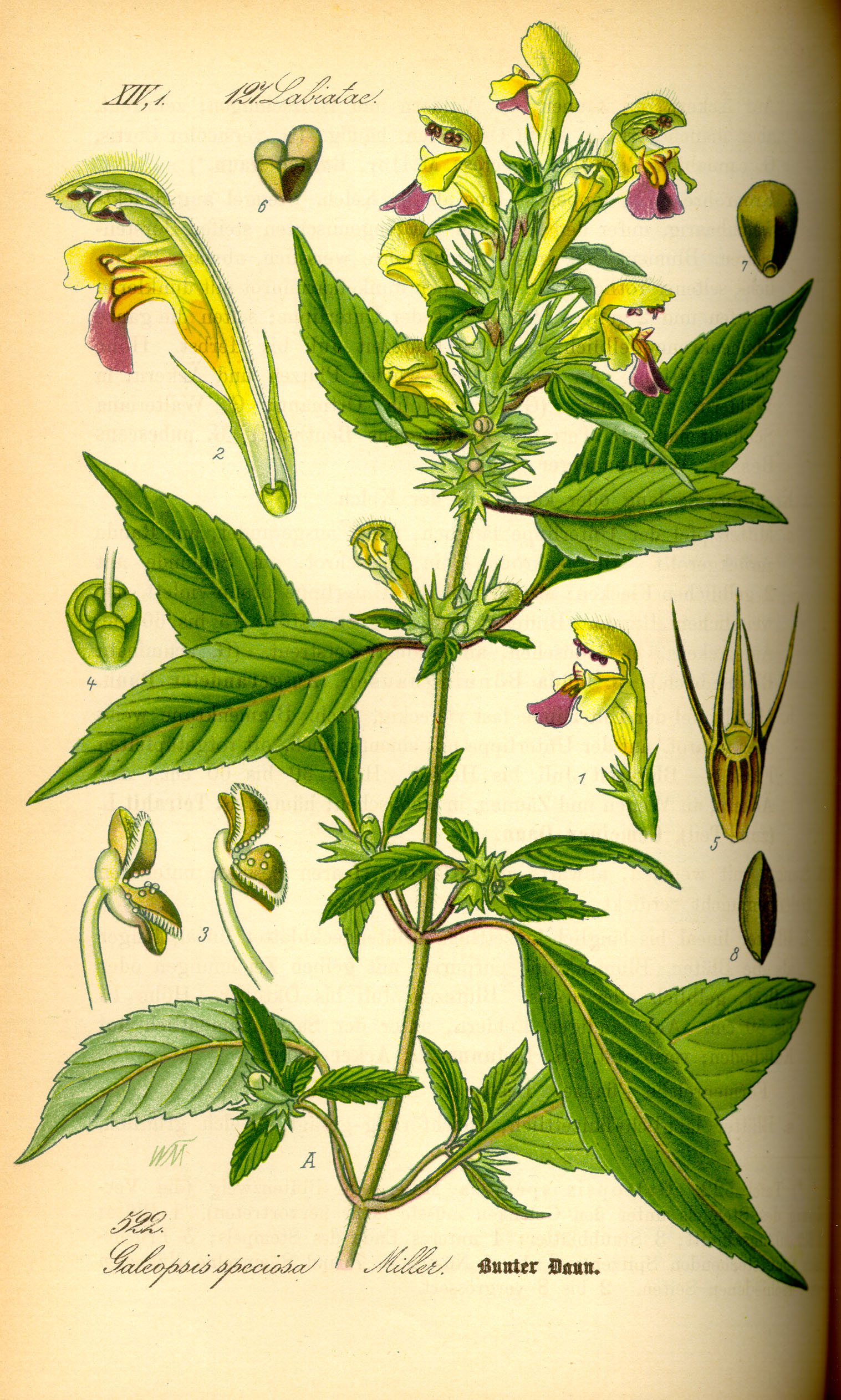

A nagyvirágú kenderkefű (Galeopsis speciosa) az ajakosvirágúak rendjébe, ezen belül árvacsalánfélék családjába tartozó növényfaj.

## Elterjedése, élőhelye
Erdőkben, patakok partján nagy tömegben termő egyéves növény.

## Megjelenése, jellemzői
Szára elágazó és akár 1 m magas is lehet, négyoldalú profilú csomós. Levelei keresztben átellenesek 4–6 cm hosszúak, tojásdad alakúak, fűrészes szélűek, szőrrel borítottak. Virágai álörvekben csoportosulnak a levelek hónaljában és a szár végén. A párta 2 cm hosszú sárga színű az alsó ajak középen lila.

## Gyógyhatása
Hurut, asztma, húgyszervi betegségek ellen. Teáját légzőszervi betegségek és húgyszervi betegségek ellen alkalmazzák.

## Gyűjtése
A vékonyabb maximum 40 centiméter hosszú hajtásait gyűjtik virágzáskor.